# Pure Shores
Pure Shores è una canzone del gruppo britannico All Saints, primo estratto dall'album Saints & Sinners del 2000.
Scritto da Shaznay Lewis (testo) e William Orbit (musica), anche produttore, il brano mescola dream pop con alcuni aspetti della musica elettronica, ambient, teen pop e R&B.
Shazanay Lewis, dopo aver letto circa metà del romanzo The beach, di Alex Garland, aver visto la scena del film con Leonardo DiCaprio e Virginie Ledoyen in acqua di notte sulla quale la canzone si sarebbe dovuta sentire, e dopo aver ascoltato una base della musica di William Orbit, prese un aereo per Los Angeles per lavorare alla canzone, e durante il volo scrisse il testo. In seguito perse il foglio, e dovette riscriverlo. 
Pubblicato come singolo il 7 febbraio 2000, ha riscosso successo mondiale ponendosi ai vertici delle classifiche di vendita in Regno Unito e Irlanda.

## Informazioni generali
La canzone, scritta come parte della colonna sonora del film The Beach con Leonardo DiCaprio, è stata nominata ai Capital FM Awards come miglior canzone.
Ha riscosso un buon successo anche in Italia, in cui per una settimana ha conquistato anche la prima posizione, grazie anche all'utilizzo come colonna sonora in alcuni spot pubblicitari della De' Longhi andati in onda dal 2002 al 2007. Ha venduto in totale 682 719 copie.

## Tracce
CD-Maxi (London 8573 81721 2 (Warner) / EAN 0685738172122)
1. Pure Shores – 4:27 (Shaznay Lewis, William Orbit)
2. If You Don't Know What I Know – 4:36 (Karl Gordon, Shaznay Lewis)
3. Pure Shores (The Beach Life Mix) – 4:31 (Shaznay Lewis, William Orbit)
4. Pure Shores (2 Da Beach U Don't Stop Remix) – 5:01 (Shaznay Lewis, William Orbit)

Jukebox Promo - 7" Single (London LON 444 (Warner) [uk])
1. Pure Shores – 4:27 (Shaznay Lewis, William Orbit)
2. If You Don't Know What I Know – 4:36 (Karl Gordon, Shaznay Lewis)

## Classifiche
| Classifica (2000) | Posizione massima |
| ----------------- | ----------------- |
| Australia         | 4                 |
| Austria           | 11                |
| Belgio (Fiandre)  | 5                 |
| Belgio (Vallonia) | 1                 |
| Finlandia         | 5                 |
| Francia           | 6                 |
| Germania          | 14                |
| Irlanda           | 1                 |
| Italia            | 1                 |
| Norvegia          | 5                 |
| Nuova Zelanda     | 2                 |
| Paesi Bassi       | 10                |
| Regno Unito       | 1                 |
| Spagna            | 12                |
| Svezia            | 10                |
| Svizzera          | 6                 |

## Video musicale
Il videoclip è stato girato sul set di The Beach, soprattutto di notte, nella spiaggia di Holkham in Inghilterra. Alcune riprese sfocate mostrano le quattro componenti del gruppo cantare a turno e, nel ritornello, all'unisono avvolte nei loro cappotti. L'8 maggio 2000 ha vinto il Loaded Award come miglior singolo dell'anno.

## Remix
Pure Shores
- 2 Da Beach U Don't Stop Remix
- Album Version
- Cosmos Remix
- Instrumental
- The Beach Life Mix

## Crediti
- William Orbit - testo e musica, produzione, accordi, chitarre
- Shaznay Lewis - testo e musica
- Mark Stent - mixaggio
- Batteria - Steve Sidelnyk